# Pherbellia paludum
Pherbellia paludum är en tvåvingeart som beskrevs av Orth 1982. Pherbellia paludum ingår i släktet Pherbellia och familjen kärrflugor.
Artens utbredningsområde är Newfoundland. Inga underarter finns listade i Catalogue of Life.